# All Around Me
«All Around Me» — сингл группы Flyleaf с их одноименного альбома. Сингл вышел в апреле 2007 года и стал хитом как в альтернативных, так и поп-чартах в США, например в Billboard Hot 100. «All Around Me» стал самым популярным синглом группы. Он получил статус Платинового в США 22 января 2010 года; с момента его выхода было продано более 1000000 копий.

## Видео
Видеоклип «All Around Me» срежиссировал Пол Федор. Все члены группы одеты в белое кроме вокалистки Лейси Мосли, на которой серое платье. По стенам помещения, где находятся музыканты, стекает краска, цвет меняется несколько раз в течение видео: красный, жёлтый, синий, зелёный и чёрный. В конце клипа краска попадает и на самих участников группы.

## Список композиций
iTunes Version
1. «All Around Me» — 3:18
2. «All Around Me» (акустическая версия) — 3:20
3. «Do You Hear What I Hear» — 2:58

## Позиции в чартах
В Mainstream Rock Chart песня заняла 20 место в августе 2007 и добралась до 6 места в октябре. В июне 2008 она вошла в топ 40 Billboard Hot 100 и в топ 20 чарта Pop 100.
| Чарт (2007)                               | #  |
| ----------------------------------------- | -- |
| U.S. Billboard Hot Mainstream Rock Tracks | 2  |
| U.S. Billboard Hot Modern Rock Tracks     | 6  |
| Чарт (2008)                               | #  |
| U.S. Billboard Hot 100                    | 40 |
| U.S. Billboard Pop 100                    | 7  |
| U.S. Billboard Top 40 Mainstream          | 2  |
| U.S. Billboard Hot Adult Top 40 Tracks    | 3  |